# Yenikızılcakese, Ünye
Yenikızılcakese là một xã thuộc huyện Ünye, tỉnh Ordu, Thổ Nhĩ Kỳ. Dân số thời điểm năm 2010 là 220 người.